# Fischhaus (Roßhaupten)
Fischhaus ist eine Einöde in der Gemeinde Roßhaupten im bayerisch-schwäbischen Landkreis Ostallgäu. Das Fischhaus ist ein ehemaliges Hofgut des Hochstifts Augsburg und war früher von einem Fischweiher umgeben.

## Geographie
Fischhaus liegt etwa 300 Meter nördlich des Ortsrandes von Roßhaupten und ist von der Bundesstraße 16 aus sichtbar, die westlich an Fischhaus vorbei führt.

## Geschichte
Der genaue Zeitpunkt der Anlage des Fischhauses ist nicht bekannt, kann aber auf den Zeitraum zwischen 1431 und 1450 eingegrenzt werden. 1569 wird erstmals ein Fischmeister in Diensten des Hochstifts Augsburg namentlich genannt. Die älteste Karte, die das Fischhaus inmitten eines Fischweihers zeigt, ist von 1619. Die Kapelle St. Ulrich in Fischhaus wurde vermutlich im 16. Jahrhundert vom Augsburger Bischof Christoph von Stadion gestiftet. Nach der Säkularisation 1803 kam das Hofgut in Privatbesitz. Danach wurde es als Bauernhof genutzt und der Weiher zur Gewinnung von Ackerland trockengelegt.

## Sehenswürdigkeiten
Das Gutshaus ist das ehemalige Wohnhaus des Fischmeisters. Der zweigeschossige Bau hat ein Mansarddach und wurde wohl im späteren 18. Jahrhundert erneuert. Die Kapelle St. Ulrich stammt im Kern aus dem 16. Jahrhundert und wurde äußerlich neugotisch und innen barock umgestaltet.